# 1987 a légi közlekedésben
Ez a lista az 1987-es év légi közlekedéssel kapcsolatos eseményeit tartalmazza.

## Események

### Március
- március 21. – San Gorgonio-hegy. A California Air National Guard 163. Taktikai Harccsoportjának pilótája, Dean Paul Martin 64-0923 oldalszámú McDonnell Douglas F-4 Phantom II típusú vadászrepülő gépével hegyoldalnak csapódik a sűrű hóesésben. A balesetben 2 fő életét veszti.[1]

### Május
- május 26-án Mathias Rust, a 19 éves nyugatnémet sportrepülő Cessna 172 típusú gépével leszáll Moszkvában a Vörös térre. A Szovjet Légvédelem nem észleli a légtérben repülő kisrepülőgépet, mely megsértette légterüket. Rust landolását követő napokban Mihail Gorbacsov csaknem kétezer tisztet vált le, többek között a szovjet honvédelmi minisztert és a Moszkva légterét biztosító katonai alakulat ezredesét is.

Mathias Rustot négy év kényszermunkatáborra ítélik, amit a védelme érdekében egy börtönben kell leülnie. 1 év után kegyelmet kap, és visszatérhet hazájába.

### Augusztus
- augusztus 16. – A Northwest Airlines 255-ös járata nem sokkal a felszállás után lezuhan Deitroit egyik külső kerületére. Összesen 156-an vesztették életüket, beleértve a földi áldozatokat. Az lezuhanás egyedüli túlélője egy 4 éves kislány volt. A balesetet az okozta, hogy rosszul számolták össze a gép súlyát és az ahhoz szükséges tolóerőt.[2]

### November
- november 15. – Continental Airlines 1713-as járata lezuhant közvetlen a felszállás után Denverben, a rossz időjárási körülmények és a pilóta hibája miatt. A tragédiában 28-an veszítették életüket és további 54-en sérültek meg. [3][4]
- november 28. – South African Airways 295-ös járatán tűz ütött ki, mielőtt az Indiai Óceánba zuhant. A tragédiában mind a 159 fedélzeten tartózkodó személy életét vesztette.[5]